# Оразнепесов, Какаджан Оразнепесович
Какаджан Оразнепесович Оразнепесов (туркм. Kakajan Oraznepesow; 1 января 1944, Сакар-Чагинский район, Марыйская область — 18 мая 2006, Ашхабад) — советский, туркменский художник-живописец, дизайнер, ювелир, педагог, общественный деятель, ответственный секретарь правления Союза художников Туркменской ССР (1975—1976, 1982—1987). Заведующий кафедры дизайна Государственной Академии художеств Туркменистана (1994 — 2006). Заслуженный деятель искусств Туркменской ССР (1991).

## Биография
Какаджан Оразнепесович Оразнепесов родился 1 января 1944 года в семье учителя в сельсовете Ак-Яб (это может быть 1—2 или 3-й сельсовет Ак-Яб) Сакар-Чагинского района Марыйской области Туркменской ССР, ныне генгешлик Ак-Яб (Akýap geňeşligi) входит в Сакарчагинский этрап Марыйского велаята Туркменистана.
В 1958 году поступил и в 1963 году окончил Туркменское государственное художественное училище им. Ш. Руставели по специальности художник-педагог. После окончания училища уехал в Мары, работал в кинорекламе, занимался творчеством. К. Оразнепесов, К. Миргалиев, А. Бабакулов (скульптор), Б. Бабакулов в 1964 году стали первыми профессиональными художниками Марыйского отделения Союза художников Туркменской ССР. В открытии этого отделения была оказана поддержка И. Н. Клычева. Оразнепесов и Миргалимов стали родоначальниками сложения «марыйской школы живописи», ставшей интересным явлением в туркменском искусстве.
В 1964 году окончил живописные курсы в Хосте (микрорайон в городе Сочи Краснодарского края).
С 1966 года по 1974 год учился в Центральной учебно-экспериментальной студии Союза художников СССР (так называемая Сенежская студия), основанной на базе Дома творчества «Сенеж» под руководством Е. А. Розенблюма и К. М. Кантора. Преподавали: руководитель курса М. А. Коник, В. Л. Глазычев, О. И. Генисаретский. После 1971 года много лет ездил на семинары школы. Занятия в студии кардинально повлияли на формирование стилистики художника в живописи, в дизайнерских проектах.
Молодого художника заметили курировавшая этот регион от СХ СССР Маргарита Ниловна Халаминская и Юрий Яковлевич Халаминский, приехав в Мары в 1964 году. Уже в 1968—1971 картины художника покупали Музей Востока, Государственная Третьяковская галерея. О нём писали ведущие советские искусствоведы, занимающиеся искусством Средней Азии — Маргарита Халаминская, директор ГМИНВ Софья Михайловна Ерлашова.
Художник изучал искусство миниатюры, увлекается творчеством Кемаль-ад-Дина Бехзада, изучал композиционные приёмы иконописи: «Я изучал достаточно серьёзно русскую иконопись. Ездил по России, собирал иконы». Г. И. Саурова писала: «Молодой самобытный художник опирается в своём творчестве на традиции народного фольклора не только своего народа, но и культуры всего Востока». С. М. Ерлашова относила художника к новому поколению туркменских живописцев, опирающемуся на наследие национального декоративно-прикладного искусства и искусства восточной миниатюры. М. Н. Халаминская отмечала его стремление исследовать традиции восточной миниатюры, желание работать и над монументальными произведениями.
В 1967—1969 годах — директор художественного фонда Марыйского отделения Союза художников Туркменской ССР.
В 1969—1970 годах — директор Художественного фонда Туркменской ССР, Ашхабад.
В 1971 году. Оразнепесов стал участником VII Biennale de Paris Архивная копия от 2 августа 2019 на Wayback Machine (комиссар: Georges Boudaille). Издан каталог, авторы: Georges Boudaille, Jean Nouvel, François Seigneu, Jean. На биеннале экспонировал работы: «Родное село» (1969), «Дед и внуки» (1971), «Велосипедисты» (1971), «В гости» (1971).
Поездка во Францию оставила след в его искусстве. «Двадцатое столетие было временем невероятных трансформаций искусства. Оно то отказывалось от фигуративности, то возвращалось к повторению испытанных образцов, от картин с изображением вождей и героических деяний переходило к миру частного человека. Преображённый опыт импрессионизма, фовизма и других „измов“ видим в работах С. Герасимова, Р. Фалька, К. Зефирова 1930-х годов — и в „многонациональной советской живописи“ (Какаджан Оразнепесов, Сайма Рандярв). Давая название этому разделу экспозиции, кураторы думали не только о причудливых пересечениях влияний и судеб художников ХХ столетия, но и о той „игре в ассоциации“, которая свойственна советскому искусству последней четверти XX века».
Параллельно с живописью, начиная с начала 1970-х годов Какаджан работал над созданием архитектурных проектов: планировка Благоевограда (Болгария), туркменского павильона на международной выставки-ярмарки в Тегеране (Иран), в 1990-х годах занимается проектом Культурного центра (Ашхабад), проектом реконструкции Центрального рынка (Ашхабад)).
В 1973—1975 годах — главный художник Художественного фонда Туркменской ССР.
В 1975—1976 и в 1982—1987 годах — ответственный секретарь правления Союза художников Туркменской ССР.
В 1987—2004 годах — первый заместитель Председателя правления Туркменского отделения Фонда культуры.
С середины 1990-х увлекался ювелирным искусством, создал более десяти крупных ювелирных произведений в авторском стиле, включающим использование подвижных конструкций: «Гунча», «Дорога в будущее» и др.
В 1994 году открыта Государственная Академия художеств Туркменистана, Оразнепесов возглавил кафедру дизайна. Мастерская художника стала для его студентов продолжением занятий, за десятилетие преподавательской работы он сформировал новое поколение туркменских дизайнеров.
В Фонде культуры совместно с председателем Фонда, членом группы «Семёрка» Ш. Акмухаммедовым занимался популяризацией культурного наследия туркменского народа, принимал участие в сохранении записей выдающихся туркменских бахши, способствовал осуществлению первых национальных фольклорных фестивалей.
Какаджан Оразнепесов — один из немногих художников Центральной Азии, овладевший различными направлениями изобразительного искусства.
Какаджан Оразнепесович Оразнепесов умер от остановки сердца 18 мая 2006 года в своей студии в городе Ашхабаде Туркменистана.

## Награды
- Заслуженный деятель искусств Туркменской ССР, 1991 год

## Из автобиографии «Родом из детства»
«От центрального Союза художников курировали Среднюю Азию искусствоведы супруги Халаминские. Приехали они в Туркмению, и наш председатель Иззат Назарович Клычев пригласил их посетить Мары. Увидели работы. Запомнилось их доброжелательное отношение. У них была цель не ограничиваться определёнными, уже известными людьми, а увидеть, найти новое поколение живописцев. В то время нам было по двадцать. Я не знаю, что они во мне „увидели“. Просто, может быть, почувствовали… У них было огромное стремление помочь нам. Из нашего поколения туркменских художников они помогли практически всем: „Семёрке“, Ярлы Байрамову, Камилю Миргалимову, мне, да и тем, кто моложе нас. Они видели в каждом из нас личность. Это очень важно. Были с нами на равных. Сегодня я могу назвать ту атмосферу романтичной. Мы называли, например, Екатерину Белашову — одного из ведущих скульпторов страны — „тётя Катя“. Запросто могли зайти к председателю СХ СССР, то есть к ней:
— Здравствуйте, тётя Катя!
— Ой, мои дорогие друзья-туркмены!
Мы — птенцы, которые ничего не умели делать. Она тянула нас к жизни, к искусству. Относилась к нам, как к своим детям, внукам».
— Оразнепесов Какаджан
Из автобиографии К. Оразнепесова «Родом из детства». Запись и литературная обработка И.Кистович-Гиртбан.

## Критика
«Человек, чутко реагирующий на требования дня, и затворник по натуре — в этом схождении противоположностей заложена программа его творческого метода. Анализ — и чувство. Контроль — и эмоциональность. Между этими полярностями, где-то посередине, проходит тонкая грань, на основе которой построен мир картин Оразнепесова. Художник-этнограф, сказочный бытописатель уживался в нём с мастером сарказма, иронии… Что же было основным в его искусстве? Взгляд мастера сформирован национальной манерой видения мира: жизнь во всём разнообразии, со множеством деталей. Подробный неспешный пересказ фиксируется художником с анатомической точностью. Он получал эстетическое, а точнее, почти физиологическое наслаждение от самой возможности пересчёта ковровых узоров, вышивок, украшающих женские одежды, позолоченного серебра ювелирных украшений. От многочисленности персонажей, от возможности показа народных характеров, типичных жестов и манеры поведения. Какаджан знал и любил народные анекдоты, притчи, истории. Он повторял, что именно в них наиболее полно раскрываются национальный характер и менталитет. Родная земля была в его сердце всегда. Оразнепесов — истинно народный художник потому, что его творчество национально и по сути, и по содержанию. Потому, что мир его полотен рассказывает больше о своеобразии туркменского народа, чем лекции этнографа. Слушая их, мы знакомимся с новыми обычаями и этнографическими особенностями. И они остаются для восприятия интересной и своеобразной экзотикой. А картины художника раскрывают мир туркменского народа изнутри, они дарят возможность подойти близко-близко и, оставаясь незамеченным, впитывать культуру древнего народа, который сохранил её особенности в неприкосновенности. Они позволяют лучше узнать, а значит понять стиль жизни и тип национального мышления туркмен».
— Ирен Кистович-Гиртбан

историк искусства, художник, куратор

## Живопись
Триптих «За лучшую жизнь». 1968. Музей Востока.
«У старого базара». 1971. ГТГ
«Ранняя весна». 1972. Х.м. Музей Востока.
«Радость. (Нефтяники)». 1971. Х. м. Курганский областной художественный музей
«В мастерской». 1973. Х.м. Курская государственная картинная галерея имени А. А. Дейнеки
«Семёрка». 1977. Х.м. Музей изобразительных искусств Туркмении
«Думы о поэте. Махтумкули-Фраги». 1983. Х.м. Музей изобразительных искусств Туркмении
«Бяшим Нурали». 1986. Х.м. Музей изобразительных искусств Туркмении
Полиптих «Ремёсла туркмен. Размышление о народном искусстве». 1983—1984 (1996—1998 гг. — авторский вариант). Музей изобразительных искусств Туркмении.
«Люди моего аула». 1998. Х.м.

## Дизайн, ювелирные произведения
1974 — Проектирование туркменского выставочного павильона на международной выставке-ярмарке. Тегеран. Иран.
1980 — Участник проекта реконструкции Благоевграда. Выставки в Благоевграде и Софии. Болгария.
1995 — Проект реконструкции Центрального рынка г. Ашхабада. Макет.
1996 — Проект Культурного центра г. Ашхабада. Макет.
1999 — 2000 — Символической сабля, посвящённая Независимости Туркменистана. В соавторстве с Народным художником Туркменистана С. Гошаевым, А. Аннабердыевым. Национальный культурный центр Туркменистана. Ашхабад.
2001 — 2002 — «Арка Независимости». Ювелирный макет архитектурного комплекса «Арка Независимости». Совместно с Народным художником Туркменистана, С. Гошаевым. Национальный культурный центр Туркменистана. Ашхабад.
2002 — «Гунча».
2003 — «Дорога будущего».
2004 — «Время будущего»

## Выставки
Участник выставок: республиканских — с 1964 года; всесоюзных — с 1967 года; международных — с 1971 года.
1967 — Республиканская выставка, посвящённая 50-ю советской власти. Ашхабад.
1971 — участник VII Biennale de Paris Архивная копия от 2 августа 2019 на Wayback Machine (комиссар: Жорж Будай/ Georges Boudaille). Издан каталог, авторы: Georges Boudaille, Jean Nouvel, François Seigneu. Под редакцией Jean Holtzmann. Париж. Франция.
1971, 1974 , 1979, 1981, 1983, 1985 — участник выставок в Москве
1973 — Участник групповой выставки в Варшаве. Польша
1976 — Участник групповой выставки в Будапеште. Венгрия
1976-1982 — Участник «Выставки 5» в Москве. ЦДХ.
1979 — Групповая выставка. Париж. Франция.
1985 — Персональная выставка в Гаване. Куба.
1987 — Персональная выставка в Дели. Индия.
1998 — «Мяхир» приглашает друзей. Групповая выставка совместно с художниками «Семёрки». Куратор И. Кистович-Гиртбан. «Мяхир». Ашхабад.
2004 — «Песочное сфумато ностальгии». Персональная выставка. Куратор И. Кистович-Гиртбан. «Мяхир». Ашхабад.
2009 — Юбилейная персональная выставка. Музей изобразительных искусств Туркмении. Ашхабад.
2014 — «Живопись Туркменистана. Мелодии Туркменской души». Ретроспективная выставка. Кураторы: И.Кистович, Т. Мкртычев. Музей Востока. Москва.
2021 — «Угол отражения». Курская государственная картинная галерея имени А. А. Дейнеки. Курск. Россия.

## Музейные собрания
- Государственная Третьяковская галерея, Москва.
- Музей Востока, Москва.
- Музей изобразительных искусств Туркмении имени Сапармурата Туркменбаши Великого, Ашхабад.
- Национальный культурный центр Туркменистана, Ашхабад.
- Министерство культуры СССР
- Министерство культуры Туркмении
- Курганский областной художественный музей. Курган. Россия.
- Томский областной художественный музей. Томск. Россия.
- Курская государственная картинная галерея имени А. А. Дейнеки. Курск. Россия.

Частные собрания:
Россия, США, Франция, Армения, Великобритания, Турция, Болгария, Венгрия, Куба, Индия, Польша, Германия.

## Интересные факты
- Оразнепесов — автор группового портрета «Семёрка». Полотно посвящено неформальному творческому объединению туркменских художников. Для работы над портретом автор использовал собственные постановочные фотографии, в которых все персонажи засняты в позах, придуманных художником.[19] Увлекался фотографией со времён учёбы в училище, снимал профессионально. Воспоминания Оразнепесова о творческом методе участника группы «Семёрка» С. Бабикова стали важным источником сведений об этом живописце.[20].[21]
- В 1971 году художнику предложил совместный проект Иззат Клычев. Появляется первый опыт иллюстрирования в творчестве Оразнепесова — сборник «Религиозная жизнь старой Туркмении». 1971 Изд. Магарыф. Художники: И. Н. Клычев, К. Оразнепесов.[22] Второй раз он обращается к книжной иллюстрации в 2004 году Оразнепесов создаёт графическую серию для автобиографии «Мы родом из детства».[23]
- На выставке «Живопись Туркменистана. Мелодии туркменской души» (Музей Востока, 2014) для обложки каталога и баннера дизайнерами музея было выбрано полотно «Ковровщицы» из серии «Туркменские ремёсла. Размышление об уходящем» (1984—1985) К. Оразнепесова. М. Яновская писала: «Размышления…» — серия, состоящая из девяти полотен, каждое из которых посвящено одному ремеслу… Для обложки каталога была выбрана картина Какаджана Оразнепесова «Ковровщицы», которая имеет другое название — «Размышления об уходящем».[24]

## Семья
- Супруга — Акнабат Сапарова Оразнепесова
  - Старший сын — Батыр
    - Сын — Юнус
    - Дочь — Джахан

  - Младший сын — Сердар
  - Дочь — Эджебай
    - Сын — Байрам

## Публикации
- Сборник «Религиозная жизнь старой Туркмении». 1971. Изд. Магарыф. Художники: И.Клычев, К.Оразнепесов.
- Кистович И., Вкус солнца. Какаджан Оразнепесов". Киев. 2009. — 200 с. ,100 цв. илл. Макет Норайр Саргсян. Язык: русский, туркменский, английский. ISBN 978-9-6621560-0-3
- Мелодии туркменской души". Вступ. статья: каталог выставки «Живопись Туркменистана. Мелодии туркменской души». Автор-состав. Ирен Кистович: Музей Востока. Москва. 2014. — 106 с. ISBN 8-978-5-903417-65-0. Язык: русский, туркменский.
- М. Яновская. С обратной стороны Луны. В Москву приехала туркменская живопись. 2014-12-1
- Какаджан Оразнепесов. 1971. СХ Туркмении. Ашхабад.
- «Вкус солнца на губах». «Нейтральный Туркменистан.». № 117 (21965). 11 мая 1998.
- Catalogue VIIe Biennale de Paris, 1971. Collectif, Éditions Jean Holtzmann, 308 pp., ill., 21 × 11 cm, fr., 1971, broché, nombreuses reproductions en noir et blanc.
- Ерлашова С., Живопись советской Туркмении. — Ленинград, 1975.
- Халаминская М. Н., Живопись Туркмении. Москва, Сов. Худ., 1974
- Саурова Г. И. Искусство Туркменской ССР. Альбом. — Л., 1972; — В кн.: История культуры Советского Туркменистана. — Ашхабад, 1975.
- Саурова Г. И. Искусство Туркменской ССР. Л. — Автора, 1972. — 24 с. С илл.
- И. Кистович. Туркменская «Семёрка. Размышление об уходящем»". Журнал Сибирские огни (журнал). 2010. № 5/1. Язык: русский.
- И. Кистович. «Современная туркменская живопись. Традиции и тенденции». Нейтральный Туркменистан. 29 марта 2005. № 75 (24237).
- И. Кистович. «Живопись эпохи Независимости». Международный журнал «Мирас». № 2. 2004.
- Р. Базаров. «„Мяхир“ собирает друзей». «Нейтральный Туркменистан». 22 июня 1998. № 153 (22001).